# Tindafjöll (bergskedja i Island, lat 63,95, long -18,79)
Tindafjöll är en bergskedja i republiken Island. Den ligger i regionen Suðurland, 150 km öster om huvudstaden Reykjavík.